# Westgreußen
Westgreußen ist eine Gemeinde im thüringischen Kyffhäuserkreis, zwei Kilometer nordwestlich von Greußen entfernt. Sie gehört zur Verwaltungsgemeinschaft Greußen.

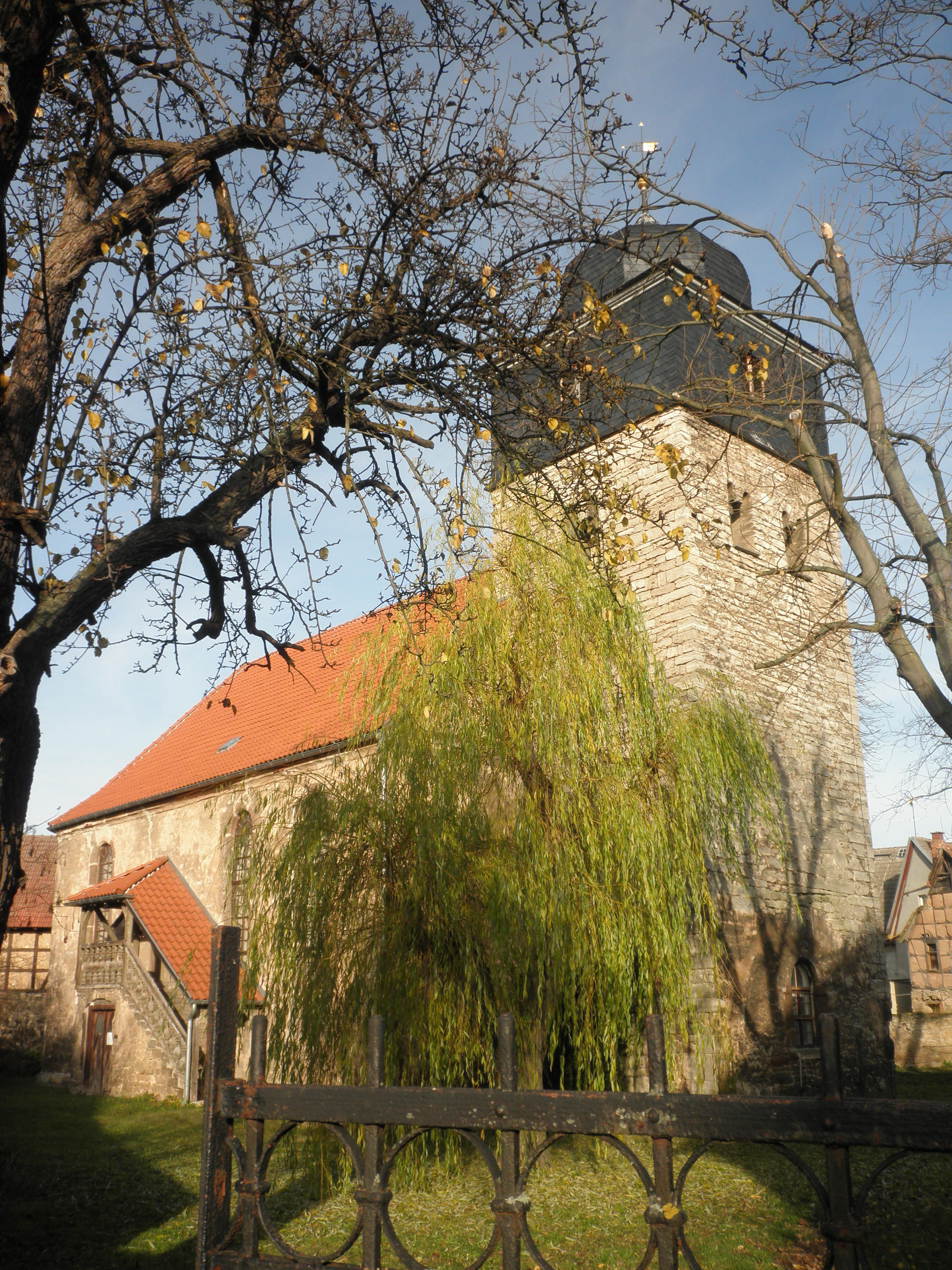
Kirche St. Martin in Westgreußen

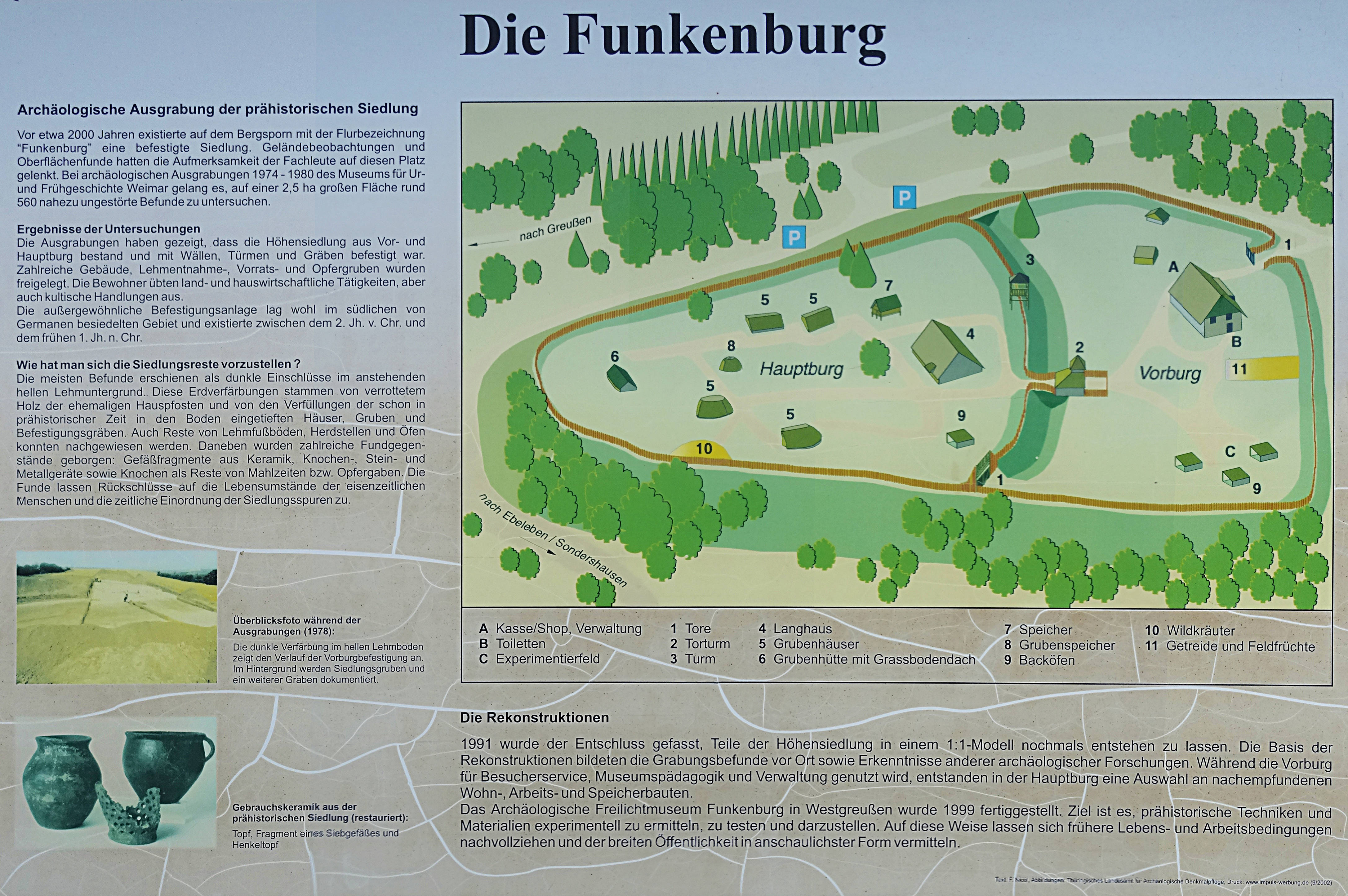
Nachgebaute germanische Funkenburg nahe Westgreußen: Lageplan

## Geschichte
Westgreußen wurde erstmals im Jahre 817 in einer Urkunde an das Kloster Fulda erwähnt. Als Lehen des Landgrafen und der Grafen von Hohnstein und Schwarzburg-Sondershausen gab es im Mittelalter neun adlige Rittergüter. Westgreußen gehörte bis 1918 zur Unterherrschaft des Fürstentums Schwarzburg-Sondershausen.
Am 10. April 1945 standen vier deutsche Selbstfahrlafetten mit darauf montierter Zwillingsflak getarnt vor der Gemeindeschenke. Sie wurden bei einem Angriff von amerikanischen Jagdbombern auf den Ort entdeckt und trotz Abwehrfeuer bombardiert. Drei deutsche Soldaten verbrannten und wurden auf dem Gemeindefriedhof beerdigt, zusammen mit einem am 9. April bei einem Luftkampf abgeschossenen deutschen Flugzeugpiloten.
Westgreußen wurde, wie ganz Thüringen, Anfang Juli 1945 von den Amerikanern an die Rote Armee übergeben und damit Bestandteil der SBZ und ab 1949 der DDR.

### Einwohnerentwicklung
Entwicklung der Einwohnerzahl (31. Dezember):
| - 1994 – 476 - 1995 – 481 - 1996 – 488 - 1997 – 483 - 1998 – 476 - 1999 – 463 | - 2000 – 456 - 2001 – 454 - 2002 – 445 - 2003 – 447 - 2004 – 438 - 2005 – 433 | - 2006 – 424 - 2007 – 418 - 2008 – 413 - 2009 – 408 - 2010 – 393 - 2011 – 385 | - 2012 – 387 - 2013 – 374 - 2014 – 367 - 2015 – 371 - 2016 – 373 - 2017 – 368 | - 2018 – 362 - 2019 – 363 - 2020 – 369 - 2021 – 375 |

Datenquelle: Thüringer Landesamt für Statistik

## Wappen
Blasonierung: „In Gold auf braunem Hügel drei stilisierte silberne Lilien mit grünen Stengeln und Blättern.“
Die Entstehung des Wappens ist nicht eindeutig geklärt. Es wird angenommen, dass das Familienwappen derer von Salfeld übernommen wurde. Diese Familie lebte um 1500 in Westgreußen und führte drei stilisierte Lilien im Wappen. Ältere Siegel, auch das bis zum Jahre 1950 gültige, zeigte die drei Lilien.
Das Wappen wurde von dem Westgreußener Ulrich Müller gezeichnet.

## Kultur und Sehenswürdigkeiten

### Historische Stätten
Funkenburg
Die Funkenburg war ein befestigter Siedlungsplatz in der Flur der Gemeinde Westgreußen und zwischen 200 v. Chr. und 50 n. Chr. besiedelt. Sie befand sich auf einem an drei Seiten steil abfallenden flachen Bergsporn. Der Ort war bereits durch Flurbegehungen als archäologischer Fundplatz bekannt, als in den 1970er Jahren großflächige Untersuchungen einsetzten, die bis 1980 in mehreren Etappen fortgesetzt wurden. In dem von Graben und Palisadenring mit Wachturm gesichertem Areal wurden Vorrats- und Wohngebäude um ein „Häuptlingshaus“ und mehrere Kultstätten im Zentrum der Siedlung bestimmt. Die in der kelto-germanischen Kontaktzone errichtete „Burg“ war bis in das 1. Jahrhundert v. Chr. bewohnt.

Die Konzeption für den „Wiederaufbau“ der Funkenburg wurde in den Folgejahren durch einen ortsansässigen Verein unter wissenschaftlicher Anleitung des Museum für Ur- und Frühgeschichte Thüringens ausgearbeitet. Auf Grundlage der Grabungsergebnisse wurde schon 1977 über die Errichtung eines archäologischen Freigeländes nachgedacht.

Das als Bodendenkmal ausgewiesene Gelände wurde nach der Wende neben der Töpferwerkstatt bei Haarhausen ein Zentrum für experimentelle Archäologie in Thüringen. Zu den Veranstaltungen in der Funkenburg werden Einblicke in das Leben vor 2000 Jahren geboten. Nahrungszubereitung, die Herstellung von Kleidung, Schmuck, Waffen und Gebrauchsgegenständen und die dazu erforderlichen Handwerkstechniken werden erläutert.
Zengenhöck
Das Zengenhöck ist eine prähistorische Grabanlage, ein Einzelgrabhügel am Feldweg nach Rohnstedt.
Die Flurbezeichnung (auch Zengenhög) (Hög = kleiner Hügel/Erhebung) geht auf die Familie Zenge zurück, die hier im Mittelalter ansässig war.

### Bauwerke
- Kirche St. Martin, deren romanischer Turm aus der Zeit von 1250 bis 1300 stammt

- Wehr der Helbe in Westgreußen

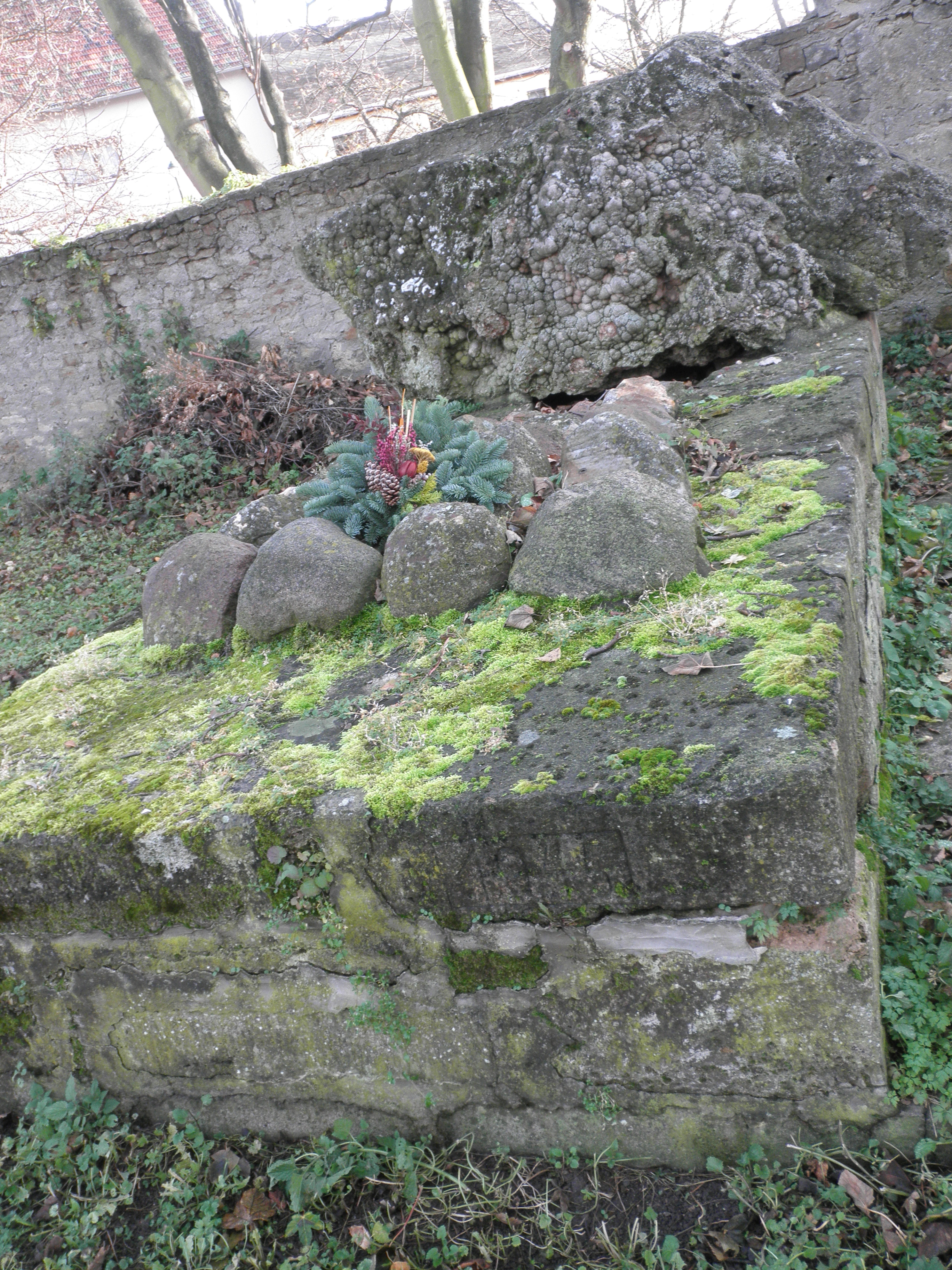
Denkmal für die 1939–1945 gefallenen Soldaten auf dem Kirchhof Westgreußen
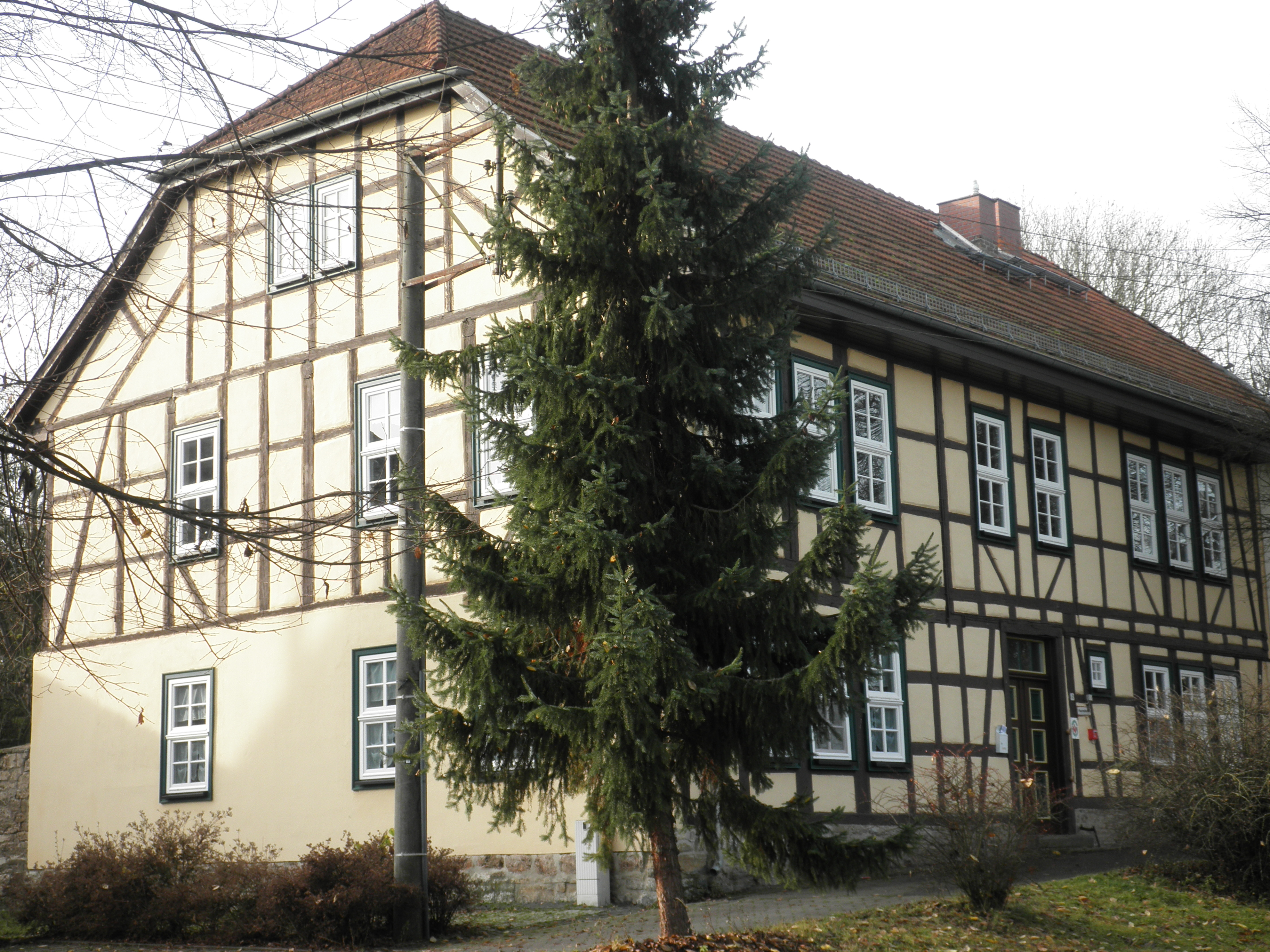
Gemeindeschenke und Bürgermeisteramt in Westgreußen
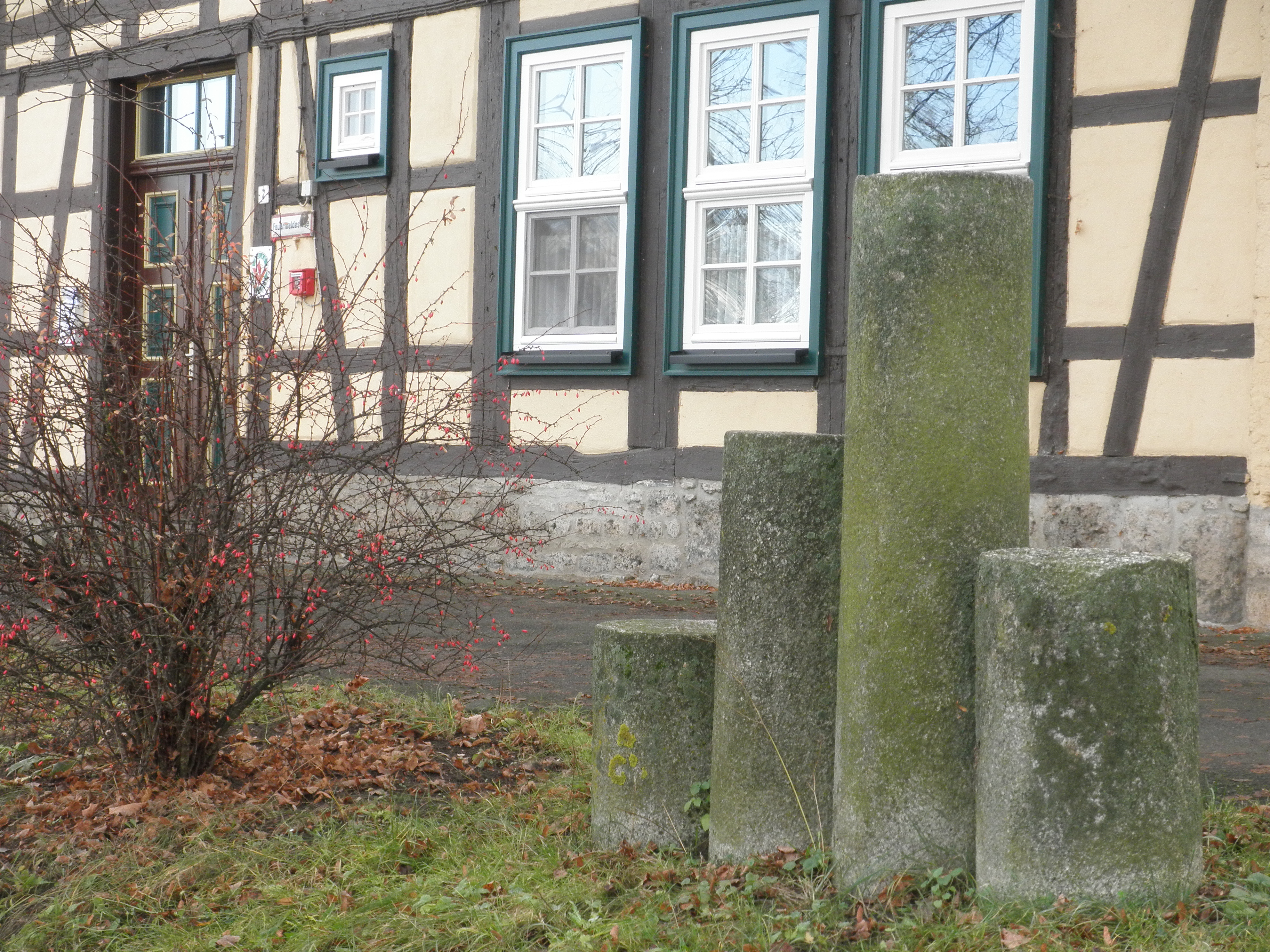
Denkmal für vier Soldaten vor der Gemeindeschenke in Westgreußen
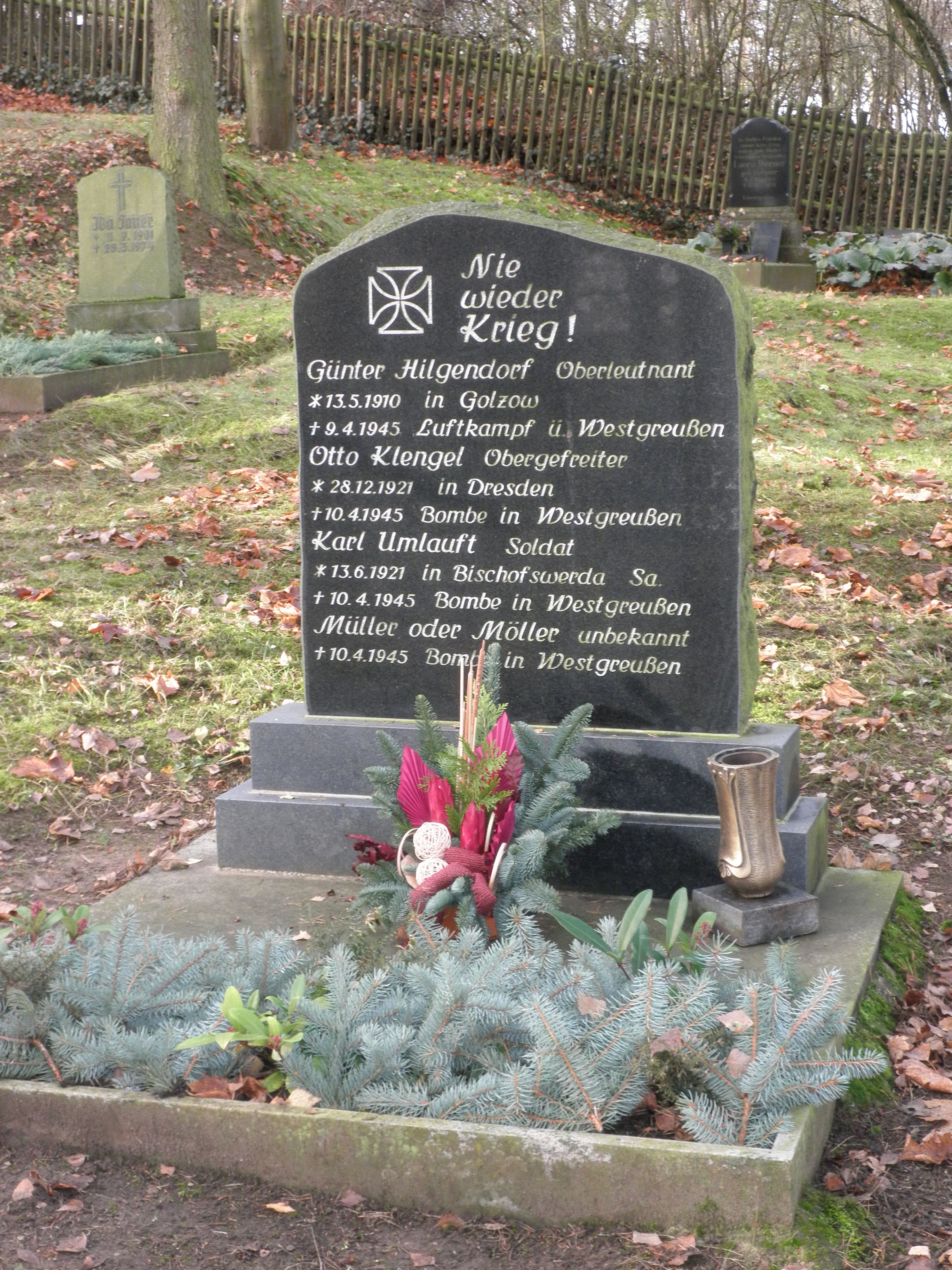
Grabmal für vier Soldaten auf dem Friedhof von Westgreußen
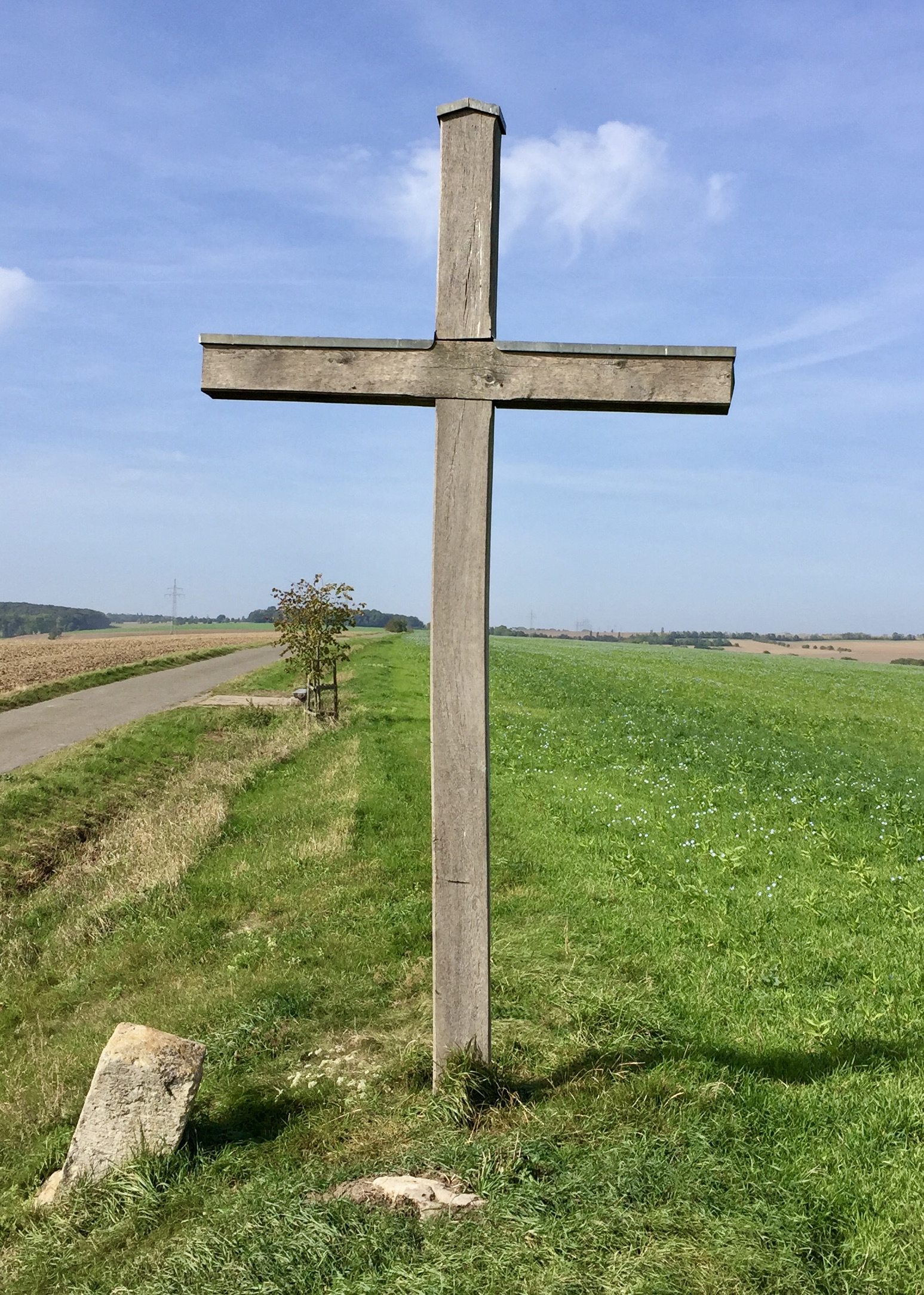
Das Bonifatiuskreuz am Zengenhöck

## Persönlichkeiten
- Cäsar von Dachröden (* 1808 in Westgreußen; † 1882 in Rom), Offizier, Hofmarschall und führender Freimaurer
- Edmund König (1858–1939), Pädagoge, Kommunalpolitiker und Philosoph